# Eduardo Murilo Viana
Eduardo Murilo Viana (Curitiba, ...) è un giocatore di football americano brasiliano, che gioca come linebacker per i Paraná HP.

## Palmarès
- 3 Torneio Paranaense de Futebol Americano (Paraná HP, 2016, 2017, 2019)